# Karl Friedrich Beaudry

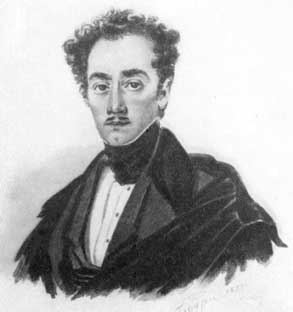
Alexander Veltman, Porträt des Karl Friedrich Beaudry (1839)

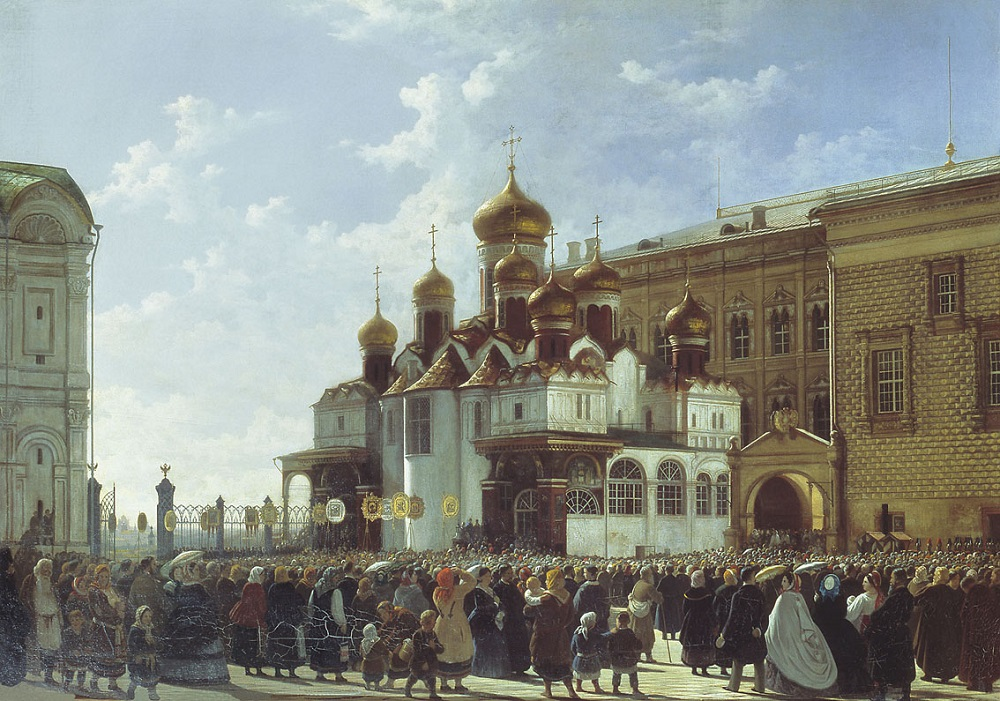
Religiöse Prozession vor der Verkündigungskathedrale im Moskauer Kreml

Karl Friedrich Beaudry (russisch Карл-Фридрих Петрович Бодри, * 1812 in Moskau; † 1894 ebenda) war ein russischer Veduten-, Landschafts-, Genre- und Porträtmaler.

## Leben
Beaudry wurde als Sohn von Peter Beaudry, wahrscheinlich einem Berliner Hugenotten, geboren. 
Von 1833 bis 1839 war er Schüler der Moskauer Schule für Malerei und Bildhauerei und erhielt nach seinem Abschluss den Titel eines „Künstlers“ (akademischer Künstler). Ab 1843 studierte er an der Kaiserlichen Akademie der Künste in St. Petersburg in der Klasse der historischen Malerei bei Karl Pawlowitsch Brjullow. 
Beaudry verbrachte sein ganzes späteres Leben hauptsächlich in Moskau, wo er seine Hauptwerke schuf. Er wurde vor allem als Vedutenmaler der Moskauer Ansichten bekannt, beispielsweise „Blick auf die Moskauer Krivokolenny-Gasse im Sommer 1848“ und „Außenposten am Eingang zur Stadt Moskau“ (1849). Das Gemälde „Religiöse Prozession vor der Verkündigungskathedrale im Moskauer Kreml“ brachte ihm 1860 den Titel des Mitglieds der Kaiserlichen Akademie der Künste. Er malte auch Innenräume, wie „Bildhauer Iwan Pjetrowitsch Vitali bei der Arbeit“ (1841) und „Pjotr Jakowlewitsch Tschaadajews Kabinett“.
Er wurde auf dem Andersgläubigen-Friedhof auf den Vvedensky-Hügeln begraben, da er nie zum russisch-orthodoxen Glauben übergetreten war.